# The Restless Stranger
The Restless Stranger es el álbum debut de la banda American Music Club, lanzado en 1985.

## Lista de canciones
Todas las canciones fueron escritas por Mark Eitzel. Las pistas 13 - 15 son pistas extras en el formato CD.
1. "Room Above the Club" - 3:50
2. "$1,000,000 Song" - 3:56
3. "Away Down the Street" - 4:21
4. "Yvonne Gets Dumped" - 3:16
5. "Mr. Lucky" - 2:42
6. "Point of Desire" - 4:32
7. "Goodbye Reprise #54" - 3:54
8. "Tell Yourself" - 4:03
9. "When Your Love Is Gone" - 4:19
10. "Heavenly Smile" - 1:58
11. "Broken Glass" - 4:23
12. "Hold on to Your Love" - 2:21
13. "Restless Stranger" - 4:04
14. "How Low? " - 4:23
15. "I'm in Heaven Now" - 3:51

## Personal
- Mark Eitzel - voz
- Dan Pearson - bajo
- Vudi - guitarra
- Matt Norelli - batería
- Brad Johnson - teclados
- Bobby Neel Adams - fotografía